# Jordens atmosfär

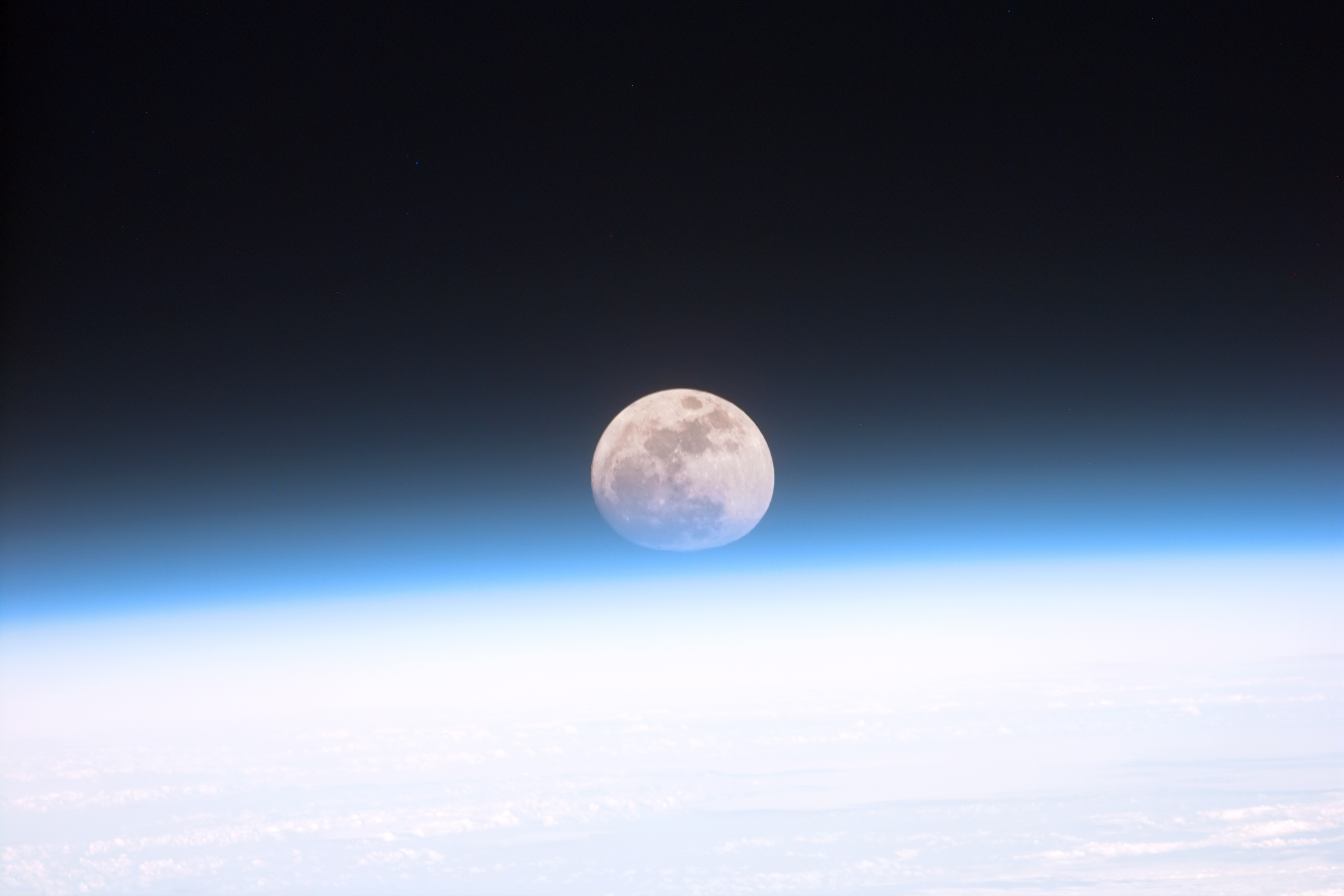
Jordens atmosfär utifrån.

Jordens atmosfär, av de grekiska ordstammarna atmos (ånga) och sfaira (klot), är det gashölje som omsluter jorden och hålls kvar av jordens gravitationskraft. Atmosfären skyddar livet på jorden genom att absorbera skadlig ultraviolett strålning från solen och kosmisk strålning från rymden och även genom att minska temperaturskillnaderna mellan dag och natt samt att höja medeltemperaturen på jorden.
Atmosfären har inget abrupt slut utan tunnar gradvis ut i tomma rymden. Inom rymdfarten definieras rymden som 100 km ovanför havsnivå, den så kallade Karmanlinjen. Spår av atmosfären finns ända ut till ungefär 1 000 km höjd. Atmosfärens massa är ungefär 5,15×1018 kg.

## Indelning

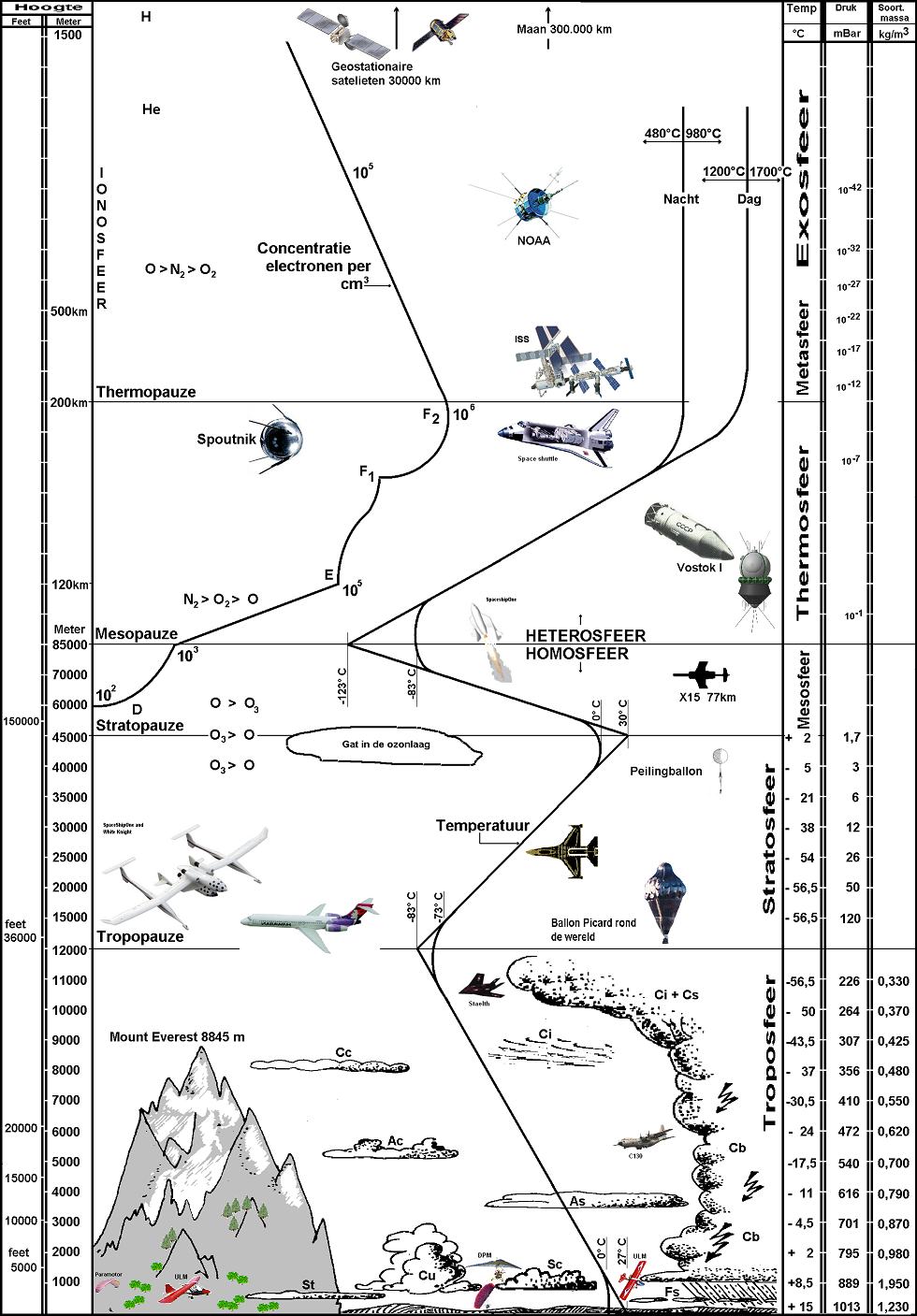
Atmosfären

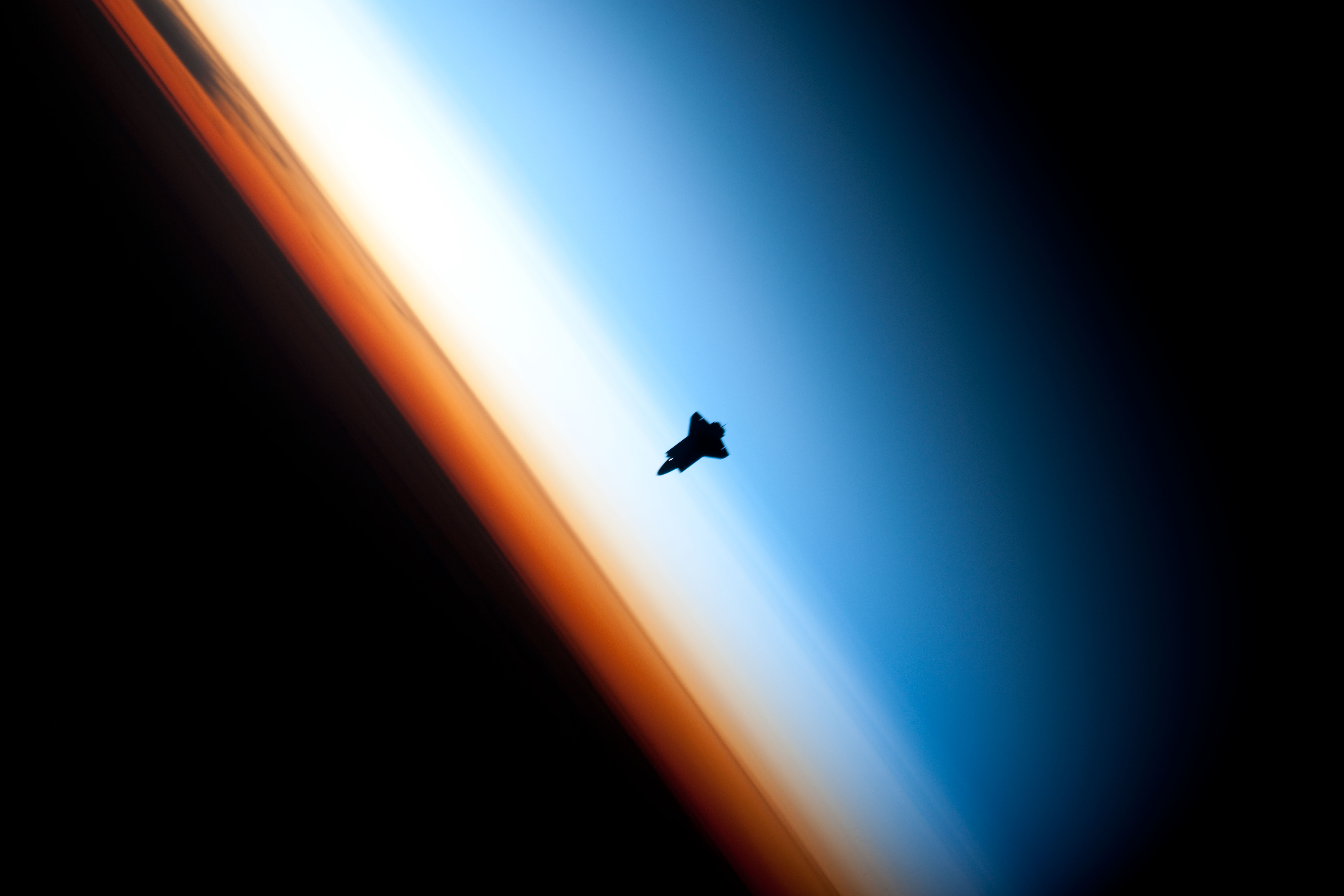
Rymdfärjan Endeavour framför troposfären (orange), stratosfären (vit) och mesosfären.

Atmosfären kan delas in på olika sätt. Ett sätt är att dela in den i höjdled i lager, baserat på deras temperatur och storlek (dvs. om temperaturen ökar eller minskar i höjdled). Dessa är:
- Troposfären (0 – 11 km). Troposfären når i medeltal 11 km över jordytan, 7 km vid polerna och 17 km vid ekvatorn och innehåller omkring 80 % av atmosfärens gaser. Temperaturen minskar med höjden. I troposfären blandas luften livligt vertikalt på grund av att varm luft stiger uppåt där temperaturen är lägre, däremot blandas luften mycket lite mellan norra och södra halvklotet. Blandningen mellan troposfären och stratosfären är också liten. Allt väder äger rum i troposfären, och nästan alla moln finns i troposfären.
- Stratosfären (11 – 55 km). Temperaturen ökar i höjdled till skillnad mot i troposfären. Detta beror på att ozonlagret i mitten av stratosfären absorberar ultraviolett ljus och den övre delen av stratosfären absorberar mer energirik kosmisk strålning. Luften blandas mycket mindre vertikalt i stratosfären eftersom temperaturens stigning med höjden hämmar stigningen hos eventuell varmluft. I stratosfären förekommer ibland pärlemormoln.
- Mesosfären (55 – 85 km). Temperaturen minskar med höjden; detta är den kallaste delen av atmosfären, speciellt kring sommarpolen där nattlysande moln ofta förekommer.
- Termosfären (85 – 600 km). Temperaturen ökar först kraftigt med höjden på grund av solens joniserande strålning, men planar sedan ut så att termosfärens övre delar blir i stort sett isoterma. Detta beror på att molekylernas fria medelväglängd inom övre termosfären kan bli tusentals km, och när molekylerna kan röra sig fritt så långt tar de även med sig temperaturen från där de var tidigare. Inom termosfären förekommer aldrig några moln, däremot kan norrsken förekomma där.

Regionerna mellan dessa fyra lager kallas tropopausen, stratopausen och mesopausen.
Atmosfären delas även in i andra typer av lager. 
- Neutrosfären (0 – 50 km) innehåller elektriskt neutrala gasmolekyler. Den består av troposfären och stratosfären.
- Jonosfären (50 – 575 km) innehåller joner i form av plasma. Den består av mesosfären och en del av termosfären.
- Exosfären (575 – 10000 km) är lagret ovanför jonosfären och övergår långsamt i rymden.
- Magnetosfären, regionen där jordens magnetfält växelverkar med solvinden. Räcker tiotusentals kilometer från jorden.

Ännu en typ av indelning av jordatmosfären är:
- Homosfären (0 – 110 km) består av den del av jordatmosfären där molekylernas fria medelväglängd är mindre än storleken hos de turbulenta cellerna. Gaserna förblir då väl sammanblandade, och homosfärens sammansättning är därför väldigt likartad överallt.
- Heterosfären (över 110 km) består av den del av jordatmosfären där molekylernas fria medelväglängd är större än storleken hos de turbulenta cellerna. Gasmolekylerna börjar då röra sig individuellt, oberoende av andra gaser, och jordatmosfärens sammansättning ändras tämligen raskt med höjden. Den första förändringen är att molekylärt syre slås sönder till atomärt syre som blir dominerande lite längre upp. Ännu högre upp blir helium dominerande, och allra högst upp, i exosfären, blir atomärt väte dominerande. Detta väte är ofta joniserat, vilket innebär att jordatmosfären längst ut huvudsakligen består av fria elektroner och protoner.

## Koncentration av gaser i atmosfären

Atmosfärens sammansättning och cirkulation.

Atmosfärens volym består, om vattenånga inte räknas, av omkring 78 % kväve, 21 % syre, 1 % argon, 0,04 % koldioxid och 0,01 % andra gaser. De nämnda gaserna utgör mer än 99,999 % av atmosfärens massa. Hela denna gasblandning kallas allmänt för luft och dess densitet är omkring 1,29 kg/m³ vid standardtryck och -temperatur. Vattenånga utgör normalt mindre än 1 upp till 4 procent av luften, men detta varierar stort med bland annat tid på dygnet, årstid, klimat, temperatur och höjd. 
Volymkoncentrationen av de vanligaste gaserna i den delen av atmosfären som kallas homosfären (räknad på torr luft) ges av följande tabell.
| Gas       | ppm i atmosfären | % i atmosfären |
| --------- | ---------------- | -------------- |
| Kväve     | 780 840          | 78,08          |
| Syre      | 209 460          | 20,95          |
| Argon     | 9 340            | 0,93           |
| Koldioxid | 422              | 0,0419         |
| Neon      | 18,18            | 0,002          |
| Helium    | 5,24             | 0,000 5        |
| Metan     | 1,937            | 0,000 2        |
| Krypton   | 1,14             | 0,000 1        |
| Väte      | 0,55             | 0,000 06       |

En mer komplett lista ges i tabellen nedan. Den aktuella luftsammansättningen vid standardtryck och -temperatur visas. Man skiljer mellan huvudbeståndsdelar och spårämnen. Ämnena separeras huvudsakligen med den så kallade Linde-metoden (destillation av flytande luft).
| Gas                                                               | Formel        | Volymandel   | Massandel      |
| ----------------------------------------------------------------- | ------------- | ------------ | -------------- |
| Huvudbeståndsdelar av torr luft vid standardtryck och -temperatur |               |              |                |
| Kväve                                                             | N2            | 78,084 %     | 75,518 %       |
| Syre                                                              | O2            | 20,942 %     | 23,135 %       |
| Argon                                                             | Ar            | 0,934 %      | 1,288 %        |
| Halt av Spårgaser                                                 |               |              |                |
| Koldioxid                                                         | CO2           | 0,040 %      | 0,058 %        |
| Neon                                                              | Ne            | 18,180 ppm   | 12,67 ppm      |
| Helium                                                            | He            | 5,240 ppm    | 0,72 ppm       |
| Metan                                                             | CH4           | 1,760 ppm    | 0,97 ppm       |
| Krypton                                                           | Kr            | 1,140 ppm    | 3,30 ppm       |
| Vätgas                                                            | H2            | ~500 ppb     | 36 ppb         |
| Dikväveoxid                                                       | N2O           | 317 ppb      | 480 ppb        |
| Kolmonoxid                                                        | CO            | 50 – 200 ppb | 50 – 200 ppb   |
| Xenon                                                             | Xe            | 87 ppb       | 400 ppb        |
| Difluorklormetan (CFC-12)                                         | CCl2F2        | 535 ppt      | 2 200 ppt      |
| Fluortriklormetan (CFC-11)                                        | CCl3F         | 226 ppt      | 1 100 ppt      |
| Difluorklormetan (HCFC-22)                                        | CHClF2        | 160 ppt      | 480 ppt        |
| Koltetraklorid                                                    | CCl4          | 96 ppt       | 510 ppt        |
| Trifluortrikloretan (CFC-113)                                     | C2Cl3F3       | 80 ppt       | 520 ppt        |
| 1,1,1-Trikloretan                                                 | CH3-CCl3      | 25 ppt       | 115 ppt        |
| 1-Fluor-1,1-dikloretan (HCFC-141b)                                | CCl2F-CH3     | 17 ppt       | 70 ppt         |
| 1,1-Difluor-1-kloretan (HCFC-142b)                                | CClF2-CH3     | 14 ppt       | 50 ppt         |
| Svavelhexafluorid                                                 | SF6           | 5 ppt        | 25 ppt         |
| Bromdifluorklormetan                                              | CBrClF2       | 4 ppt        | 25 ppt         |
| Bromtrifluormetan                                                 | CBrF3         | 2,5 ppt      | 13 ppt         |
| Total(torr)                                                       | Total(torr)   |              | 5,135 × 1015 t |
| Total(fuktig)                                                     | Total(fuktig) |              | 5,148 × 1015 t |

## Jordens forntida atmosfär
Jordens forntida atmosfär anses varit lik Venus atmosfär, som nästan enbart består av koldioxid. Syre förekommer idag som gas i jordens atmosfär. Under livets tidiga utveckling förekom syre bara i form av oxider i marken, och för dessa tidiga organismer var syre ett farligt gift. Forntidens åska kan ha producerat aminosyror. Först en bit in i tidsåldern prekambrium blev atmosfären syresatt. Det är alger och växter som genererar syret. Halten av syre har varierat i atmosfären, under tidsåldern jura var syrehalten så hög som 35 %. Forskarna antar att atmosfärens tryck vid havet varit ungefär samma som nu, men detta är bara en hypotes. Jordens dragningskraft är så stor att atmosfären hållits kvar, till skillnad från Mars. De ännu mindre himlakropparna månen och Merkurius har förlorat all sin atmosfär. Man har tidigare trott att jordens magnetfält skyddar mot en sådan atmosfärsflykt eftersom det hindrar solvinden från att komma i kontakt med atmosfären. Det har emellertid visat sig att det även kring omagnetiserade planeter, som Mars och Venus, bildas ett skyddande gränsskikt. Dessutom gör magnetfältet det möjligt för joner att strömma ut längs de vertikala magnetfältslinjerna i polarområdena, vilket inte kan ske på omagnetiserade planeter. Beräkningar av atmosfärsförlust för olika magnetiseringar har visat att en hypotetisk jord utan magnetfält skulle vara något bättre skyddad än den verkliga jorden är idag.
Luftbubblor som frusit in i is kan användas för göra uppskattningar av atmosfärens egenskaper under senare delen av kvartärtiden. Denna typ av forskning görs med hjälp av borrkärnor från olika glaciärer. Särskilt på Grönland och på Antarktis bedrivs omfattande forskning av detta slag.

## Människans inverkan på atmosfären
Detta ämnesområde är en del av den kemiska meteorologin.
Människans utsläpp av växthusgaser påverkar den globala uppvärmningen som har pågått åtminstone sedan 1850-talet. På mindre än 200 år har mängden koldioxid i atmosfären ökat med cirka 50 %.